# Pteragogus pelycus
Pteragogus pelycus là một loài cá biển thuộc chi Pteragogus trong họ Cá bàng chài. Loài này được mô tả lần đầu tiên vào năm 1981.

## Từ nguyên
Từ định danh của loài trong tiếng Latinh có nghĩa là "vây bụng", hàm ý đề cập đến tia vây bụng thứ nhất vươn dài ở cá đực.

## Phạm vi phân bố và môi trường sống
P. pelycus có phạm vi phân bố ở Tây Ấn Độ Dương. Loài này được ghi nhận dọc theo bờ biển Đông Phi, từ Tanzania trải dài về phía nam đến Durban, Nam Phi, bao gồm Madagascar.
Những quần thể ở Biển Đỏ được cho là của P. pelycus trước đây đã được xác định là hai loài riêng biệt, là Pteragogus clarkae và Pteragogus trispilus, riêng P. trispilus còn mở rộng phạm vi đến bờ biển phía đông Địa Trung Hải ở phía bắc thông qua kênh đào Suez, còn quần thể ở các đảo quốc xung quanh Madagascar là loài Pteragogus variabilis.
P. pelycus sống trong các thảm cỏ biển và những nơi có sự phát triển của tảo.

## Mô tả
P. pelycus có chiều dài cơ thể tối đa được ghi nhận là 15 cm. Vây đuôi bo tròn. Gáy, lưng và thân trên màu nâu đỏ; thân dưới và bụng màu nâu cam. Có đốm đen viền màu vàng nổi bật trên nắp mang. Nhiều chấm đen nhỏ ở sau mắt và trên gáy,và các đốm nâu dọc theo đường bên. Có 2 hoặc 3 đốm đen trên màng các vây lưng đầu tiên (cá con chỉ có một). Vây hậu môn và vây bụng có viền nâu. Đặc điểm của cá đực là tia vây thứ nhất của vây bụng rất dài.
So với P. trispilus, một loài trước đây được xác định nhầm là P. pelycus, P. pelycus có kích thước cơ thể lớn hơn. Mống mắt của P. pelycus có các chấm đen thay vì là các vạch sọc như P. trispilus. Đốm trên mang của hai loài có hình dạng khác biệt (P. pelycus có đốm lớn hơn) và cấu tạo của đầu cũng khác nhau.
Số gai ở vây lưng: 11; Số tia vây ở vây lưng: 9; Số gai ở vây hậu môn: 3; Số tia vây ở vây hậu môn: 9; Số tia vây ở vây ngực: 13; Số gai ở vây bụng: 1; Số tia vây ở vây bụng: 5.

### Trích dẫn
- J. E. Randall (2013). "Seven new species of labrid fishes (Coris, Iniistius, Macropharyngodon, Novaculops, and Pteragogus) from the Western Indian Ocean" (PDF). Journal of the Ocean Science Foundation. Quyển 7. tr. 1–43.